# Solanum diversiflorum
Solanum diversiflorum är en potatisväxtart som beskrevs av Ferdinand von Mueller. Solanum diversiflorum ingår i släktet skattor som ingår i familjen potatisväxter. Inga underarter finns listade i Catalogue of Life.